# Новозаведенное
Новозаве́денное — село в составе Георгиевского района (городского округа) Ставропольского края Российской Федерации.

## Варианты названия
- Касаево,
- Колдуновка,
- Ново-Заведеннское[2].

## География
Расположено на левом берегу Кумы в 18 км к северо-востоку от центра Георгиевска, в 10 км от железнодорожной станции Кума (на ветке Георгиевск — Будённовск) на федеральной автотрассе Минеральные Воды — Кочубей. Западнее Нововозаведенного на Куме расположено село Обильное, восточнее — село Солдато-Александровское. Вытянуто на 5 км вдоль Кумы, застройка смешанная, занимает 670 га.
Расстояние до краевого центра: 158 км.
Расстояние до районного центра: 18 км.

## История
Основано в 1784 выходцами из Воронежской губернии. К началу XX века крупное крестьянское село (5,8 тыс. жит (1914), 3 школы, церковь).
Согласно «Ведомости казённых и партикулярных сёл, слобод и деревень в Кавказской губернии» за 18 декабря 1789 года входило в Георгиевский уезд.
- Статья из ЭСБЕ (конец XIX века):

«Новозаведенное (Касаево) — село Ставропольской губернии, Александровского уезда. Жителей более 3000, дворов 495; школа; лавок 7, водяных мельниц 2, кузниц 3, маслобоен 5, питейных домов 3, оптовый склад 1.»
См. также «Описание села Новозаведенного» и «История поселения»
В 1947 году образован Исполком Новозаведенского сельского Совета народных депутатов. В 1990-е годы Исполком переименован в Новозаведнскую сельскую администрацию, затем в администрацию Новозаведенского сельсовета.
До 2017 года образовывало упразднённое сельское поселение село Новозаведенное.

## Население
| 1789  | 1802  | 1897  | 1903  | 1908  | 1925  | 1926  | 1989  | 2001  |
| ----- | ----- | ----- | ----- | ----- | ----- | ----- | ----- | ----- |
| 1761  | ↗4200 | ↗4662 | ↗4759 | ↗6171 | ↗7185 | ↘5960 | ↘3889 | ↗5100 |
| 2002  | 2010  | 2011  | 2012  | 2013  | 2014  | 2015  | 2016  | 2017  |
| ↗5242 | ↘5147 | ↗5150 | ↗5180 | ↗5183 | ↘5065 | ↗5073 | ↘5062 | ↘5057 |
| 2021  | 2023  |       |       |       |       |       |       |       |
| ↗5089 | ↘5000 |       |       |       |       |       |       |       |

Национальный состав
По итогам переписи населения 2010 года проживали следующие национальности (национальности менее 1 %, см. в сноске к строке «Другие»):
| Национальность | Численность | Процент |
| -------------- | ----------- | ------- |
| Русские        | 4282        | 83,19   |
| Цыгане         | 435         | 8,45    |
| Армяне         | 240         | 4,66    |
| Другие         | 190         | 3,69    |
| Итого          | 5147        | 100,00  |

## Упразднённое сельское поселение село Новозаведенное
Председатели совета депутатов
- с 2005 года Стрельников Геннадий Васильевич

Главы администрации
- с 1996 года Герасимов Владимир Евгеньевич[6]
- с 2001 года Титоренко Александр Николаевич[6]
- с 2005 года Абрамов Владимир Михайлович[6]
- с 2015 года Клюшников Сергей Викторович[29].

## Инфраструктура
- Дом культуры
- Открытое кладбище (площадь участка 42 856 м²)[30]
- Церковь Архангела Михаила

## Образование
- Детский сад № 5 «Яблочко». Открыт 6 ноября 1965 года[31]
- Детский сад № 8 «Солнышко»
- Средняя общеобразовательная школа № 23. Открыта 1 сентября 1955 года как средняя школа № 38[32]

## Экономика
- СХП ПФ «Кумская» (Птицефабрика)
- ООО «Заветное»
- СХА «ПХ Новозаведенское» (плодоводство)

## Памятники
- Братская могила партизанам, погибшим в боях в период гражданской войны. 1946 год[33]
- Братская могила воинов советской армии, погибших в боях в период ВОВ. 1946 год[34]